# 39 Gentse schepenen
De XXXIX, waren de 39 schepenen van Gent die in de dertiende eeuw de feitelijke macht in handen hadden. Zij werden gerekruteerd uit de patriciërsfamilies van Gent. Hun heerschappij werd bestendigd door de starheid van het kiesstelsel en kwam voortdurend in conflict met de macht van de graaf, de belangen van de burgers die niet voor het ambt in aanmerking kwamen, zoals de vrije ambachten, en de aanspraak die de Franse koning maakte op het Graafschap Vlaanderen. Die machtsverhoudingen bepaalden onder meer dat in de Guldensporenslag lang niet alle Gentenaars streden tegen de Fransen en het officiële stadsbestuur zelfs de kant van de koning had gekozen, tegen de graaf.

## Tot de 13de eeuw
Ten tijde van Graaf Boudewijn, graaf van Vlaanderen en Henegouwen, waren er te Gent maar 13 schepenen, die het gezag voerden over alle inwoners. Als er een stierf kozen ze een ander in zijn plaats, die aldus werd geprivilegieerd door de graaf.
In 1212 verordenden graaf Ferrand en gravin Johanna dat voornoemde 13 schepenen jaarlijks herkozen zouden worden op Sint-Laureinsdag, en dat dit zou gebeuren door vier kiezers, die men nemen zou uit de vier parochies van de stad, met name Sint-Jans, Sint-Niklaas, Sint-Jacobs en Sint-Michiels. Die vier gezworenen zouden de 13 kiezen uit de notabelen van de stad, aangezien er dat jaar geen schepenen waren geweest en evenmin kiezers. Zo kozen de kiezers vier schepenen uit Sint-Jans, vier uit Sint-Niklaas, drie uit Sint-Jacobs en twee uit Sint-Michiels, dat toen zeer klein was binnen het schependom van Gent. Deze methode om de schepenen aan te stellen werd 16 jaar lang gebruikt.

## De 39
In 1228 veranderden Ferrand - die terugkwam uit 13 jaar gevangenis in Frankrijk - en Johanna dit privilege. De 13 schepenen in ambt mochten uit hun kring 5 man kiezen en die vijf mochten op hun beurt 34 personen nemen uit de notabelen, tezamen 39. Die werden vervolgens ingedeeld in 13 schepenen die de bestuursfuncties waarnamen, 13 raadslieden die de zittingen bijwoonden en ook de sterfhuizen beheerden en 13 wapelingen of "ijdele schepenen", die men zou kunnen vergelijken met de opvolgers in ons huidige kiesstelsel. Het jaar daarop werden de raadslieden wapelingen, de wapelingen schepenen en de schepenen raadslieden, en zo verder. Als iemand stierf, zouden de schepenen een ander kiezen in zijn plaats.
De 39 schepenen werden aanvankelijk gewaardeerd en zorgden voor de bloei van de stad. Zij lieten de Lieve delven, bij octrooi van gravin Margaretha in 1257. Zij kochten het kwartier van de Overschelde in 1259 en deden het schepenrecht daar gelden. Zo deden zij ook voor alle opstallen van Sint-Baafs tot aan de "weg van de brug". Zij kochten ook het Rooigem en de Oudburg met het Sint-Veerle-plein tot de hoofdbrug in 1269. In 1279 volgden de Burgstraat en de Muide en nog andere plaatsen. Ze lieten vele gebouwen oprichten, zoals de Gravenbrug, het Belfort en het koor van de Sint-Janskerk, de "cuupen" en de Muidepoort. Toch beviel hun regering niet unaniem, omdat ze benoemd waren voor eeuwig en anderen ook aan de beurt wilden komen om te regeren.

## Conflict met de graven
In 1275 verbraken gravin Margaretha en haar zoon Gwijde het privilege van Ferrand. Vanaf 1278 mochten er slechts 30 personen zetelen, namelijk 13 schepenen, 13 raadslieden en vier schatbewaarders, die men alle elk jaar op Sint-Jans-avond met de uitgaande oogst zou herkiezen. De verkiezing moest zo verlopen dat de 30 gekozen werden door alle burgers van de stad, die elkaar daarbij niet mochten helpen of kennen. De 13 schepenen werden geloot onder de 30, en zij kozen dan vervolgens de vier schatbewaarders en de 13 raadslieden uit de overige 17 gekozenen.
Tegen die ordonnantie tekenden de zittende 39 beroep aan in het parlement van Filips de Stoute en procedeerden tot de ordonnantie van de gravin werd herroepen en de 39 hersteld werden in hun macht en privilege. Na de dood van de gravin vervolgde haar zoon Gwijde de 39, verdreef ze uit de stad en stelde nieuwe schepenen aan in hun plaats.

## Filips de Schone dicteert de wet
In 1300 kwam koning Filips naar Gent om Gwijde, die hij in gevangenschap hield, officieel te ontdoen van diens leenheerschap. Vervolgens zocht hij een manier om de geschillen op te lossen tussen de 39 die verdreven waren en de 39 die intussen regeerden. Beide partijen legden hun grieven en wensen op tafel en erkenden Filips als de enige landheer. De koning kondigde de "wet van Gent" af die erin bestond dat de prins of zijn kommissarissen op 15 augustus vier kiezers zouden aanduiden en de "goede mannen van de stad" ook vier kiezers, en die 8 kiezers, allen poorters van de stad, zouden 26 personen kiezen. Vanaf 1300 zou die verkiezing jaarlijks plaatsvinden.
De functies en benamingen van de schepenen werden ook gewijzigd. De oorspronkelijke 39 waren ingedeeld in 13 bestuurslieden, 13 raadslieden en 13 wapelingen. In plaats daarvan kwamen dus 26 schepenen, de schepenen van de "kuere" en die van de "ghedeele". De eerste vormde een
soort wetgevende macht, de andere een eerder rechterlijke, maar in feite behandelden zij elk een scala van sociale en financiële domeinen.

## De 30 schepenen van 1301
Zo vermelden de annalen als eerste gekozen schepenen in 1301

##### Schepenen van der Kuere
- Willem de Juede
- Claeis van der Hoye
- Jan van Gavere
- Jan Martin
- Simon die Godgaf
- Jacop de Maeyere
- Jacop Pynaert
- Vauwin Medeman
- Jan van Coyeghem
- Jan de Backere
- Arnaut van de Poele
- Willem Uutenberghe
- Jan Crooc

##### Schepenen van Ghedeele
- Baudin Parijs
- Goessin Sel verberen
- Wauter Van Laetem
- Gillis Carreman
- Jacop Serlooys soone
- Pieter van Ghentbrugghe
- Jan van Deinse
- Baudin Steppe
- Arnaut van den Westvelde
- Wauter Stocman
- Wauter Inghele
- Willem van Lede
- Bauwin van der Brugghe